# Cours Vitton
 (janvier 2024).
Si vous disposez d'ouvrages ou d'articles de référence ou si vous connaissez des sites web de qualité traitant du thème abordé ici, merci de compléter l'article en donnant les références utiles à sa vérifiabilité et en les liant à la section « Notes et références ».
Ne doit pas être confondu avec Cours Richard-Vitton.
Le cours Vitton est une rue située dans le 6e arrondissement de Lyon. S'y concentrent un nombre important de commerces de luxe. Il ne doit pas être confondu avec le cours Richard-Vitton dans le 3e arrondissement.

## Origine du nom

Le tramway de Villeurbanne sur le cours Vitton, années 1910.

Le cours Vitton porte ce nom en hommage à Henri Vitton (1793-1834), ancien maire de la Guillotière de 1822 à 1830, qui a fortement contribué à la réalisation de cette avenue.

## Présentation
Le cours Vitton est le prolongement Est du cours Franklin Roosevelt, lequel prend fin à partir de la rue Garibaldi, en perpendiculaire. Il s'achève à proximité de la sortie ouest de la place Charles Hernu, à Villeurbanne. Dans cette commune, il se prolonge par le cours Émile-Zola.
La rue est bordée de tout son long par de nombreuses boutiques de luxe, de décoration, d'antiquités et de produits raffinés. Un cinéma, géré par UGC, s'y trouve également, devant la bouche de métro Masséna.
Ce site est desservi par la station de métro Masséna.